# Mk2 VR
Le Mk2 VR est une salle de réalité virtuelle détenue par le groupe MK2, ouverte à Paris le 9 décembre 2016. 
Situé à proximité du mk2 Bibliothèque dans le 13e arrondissement, le mk2 VR est à l’époque le premier lieu permanent entièrement consacré à la réalité virtuelle . 

## Création
Mk2 crée en décembre 2016 le mk2 VR, le premier lieu permanent entièrement consacré à la réalité virtuelle, avec la conviction que ce nouvel univers en pleine effervescence est l’un des futurs piliers du cinéma. 
Une douzaine de stations de réalité virtuelle composent un espace ouvert avec une vue panoramique sur la Bibliothèque Nationale de France (Site François Mitterrand). L’idée de mk2 est de proposer « un lieu haut de gamme pensé pour le confort de l’utilisateur, pour faciliter l’expérience et valoriser la création ». 
Annoncé comme « un nouveau concept de lieu de culture et de divertissement »,, le mk2 VR dispose d’une programmation éclectique dans la même ligne éditoriale que la programmation cinématographique du groupe et présente des fictions, des documentaires, des jeux vidéo et des simulations. Les contenus, parfois exclusifs, sont créés par des studios internationaux comme Félix et Paul, Ubisoft, PlayStation, Smart VR Studio, Sony, Warner Bros., et beaucoup d’autres.
Ce lieu de 300 m2 a nécessité 1,5 million d’euros d’investissement : le groupe déclare avoir accueilli 100 000 visiteurs en 2017, ce qui correspond aux attentes annoncées à l’ouverture du lieu.
Le 4 juin 2020, le groupe décida de fermer la salle MK2 VR a Bibliothèque François Mitterrand, tous les équipements furent retirés, et elle est aujourd'hui un vestige du passé.

## Développement du groupe mk2
À la suite du succès du mk2 VR, la réalité virtuelle fait son entrée dans une autre branche d’activité du groupe mk2. Le 16 mai 2017, mk2 films devient mk2 films&VR et annonce son ambition de « développer les métiers de mk2 dans le domaine de la réalité virtuelle ». Au même titre que la distribution classique de films, ce département distribue dès lors dans le monde entier des œuvres de réalité virtuelle, en conservant la ligne éditoriale de mk2 et la volonté de défendre la création francophone. 
Elisha Karmitz, directeur général de mk2, déclare : « L’ouverture de mk2 VR et le lancement de notre département de distribution internationale de contenus de réalité virtuelle constituent les premières pierres de notre ouverture à ce nouveau mode de création et de diffusion : de nombreux projets innovants de mk2 verront le jour en 2017. ».